# Lijst van marathons
Hieronder volgt een overzicht van marathons gerangschikt naar werelddeel en daarbinnen per land:

## Grootste marathons in Europa
Aantal deelnemers van 2016 tot en met 2023.
| Marathon                        | Land                | Maand     | Tijdslimiet | Deelnemers 2016 | Deelnemers 2017 | 2018   | 2019   | 2022   | 2023   |
| ------------------------------- | ------------------- | --------- | ----------- | --------------- | --------------- | ------ | ------ | ------ | ------ |
| Marathon van Parijs             | Frankrijk           | april     | 8:00        | 41.801          | 42.441          | 42.484 | 48.031 | 34.365 | 50.773 |
| Marathon van Londen             | Verenigd Koninkrijk | oktober   | 8:00        | 39.200          | 39.406          | 40.189 | 42.484 | 40.653 | 48.791 |
| Marathon van Berlijn            | Duitsland           | september | 8:00        | 36.092          | 39.160          | 40.812 | 44.093 | 34.789 | 43.013 |
| Marathon van Valencia           | Spanje              | december  | 6:00        | 15.858          | 16.177          | 19.504 | 21.231 | 22.049 | 25.900 |
| Marathon van Rotterdam          | Nederland           | April     | 6:15        | 12.798          | 13.063          | 13.980 | 14.556 | 11.716 | 16.841 |
| Marathon van Dublin             | Ierland             | oktober   | 8:30        | 16.812          | 15.888          | 16.236 | 17.725 | 14.000 | 16.495 |
| Marathon van Amsterdam          | Nederland           | oktober   | 7:00        | 12.181          | 11.390          | 12.116 | 13.596 | 12.666 | 16.062 |
| Marathon van Manchester         | Verenigd Koninkrijk | april     | 7:15        | 9.385           | 8.692           | 9.342  | 13.372 | 13.939 | 18.221 |
| Marathon van Athene             | Griekenland         | november  | 8:00        | 11.660          | 14.779          | 15.279 | 16.436 | 12.607 | 17.073 |
| Marathon van Barcelona          | Spanje              | maart     | 6:30        | 15.380          | 16.357          | 13.541 | 13.863 | 5.404  | 10.853 |
| Marathon van Stockholm          | Zweden              | juni      | 6:30        | 12.854          | 12.571          | 14.640 | 12.358 | 9.498  | 12.717 |
| Marathon van Rome               | Italië              | maart     | 7:30        | 13.881          | 13.373          | 11.725 | 8.817  | 5.491  | 10.800 |
| Marathon van Kopenhagen         | Denemarken          | mei       | 6:30        | 9.219           | 8.148           | 7.430  | 10.881 | 8.587  | 10.164 |
| Marathon van Hamburg            | Duitsland           | april     | 6:15        | 12.008          | 11.929          | 9.988  | 10.079 | 6.619  | 8.634  |
| Marathon van Edinburgh          | Verenigd Koninkrijk | mei       | 7:00        | 6.596           | 6.094           | 7.667  | 7.301  | 8.551  |        |
| Marathon van Brighton           | Verenigd Koninkrijk | april     | 7:30        | 9.130           | 12.030          | 11.555 | 16.651 |        | 8.436  |
| Marathon van Sevilla            | Spanje              | februari  | 6:00        | 10.354          | 10.119          | 10.333 | 9.105  | 7.554  | 8.239  |
| Marathon van Frankfurt          | Duitsland           | oktober   | 6:30        | 11.880          | 11.157          | 10.619 | 10.553 | 7.942  |        |
| Marathon van de Médoc           | Frankrijk           | september | 7:30        | 7.669           | 7.913           | 7.956  | 8.127  | 7.275  | 7.471  |
| Marathon van Wenen              | Oostenrijk          | april     | 6:30        | 6.501           | 6.320           | 5.431  | 5.717  | 4.803  | 6.650  |
| Marathon van Madrid             | Spanje              | april     | 6:15        | 10.084          | 10.036          | 8.808  | 8.103  | 5.785  | 5.783  |
| Marathon van Warschau           | Polen               | september | 6:00        | 6.591           | 5.519           | 7.529  | 4.547  | 3.711  | 5.558  |
| Marathon van Praag              | Tsjechië            | mei       | 7:00        | 5.871           | 6.510           | 6.593  | 7.294  | 4.612  | 5.468  |
| Marathon van La Rochelle        | Frankrijk           | november  | 6:00        | 5.576           | 6.091           | 6.109  | 5.095  | 5.288  |        |
| Marathon van Milaan             | Italië              | april     | 6:30        | 3.719           | 5.303           | 5.556  | 6.308  | 4.905  | 4.635  |
| Marathon van de Alpes-Maritimes | Frankrijk           | november  | 6:30        | 6.606           | 6.184           | 4.974  | 5.107  | 4.443  |        |
| Marathon van Venetië            | Italië              | oktober   | 6:30        | 4.620           | 5.908           | 4.912  | 5.340  | 4.300  | 4.410  |
| Marathon van Poznan             | Polen               | oktober   | 6:30        | 5.888           | 6.362           | 4.877  | 6.072  | 3.332  | 4.094  |
| Marathon van Florence           | Italië              | november  | 6:30        | 8.215           | 8.433           | 7.604  | 7.455  | 3.751  |        |

## Europa

### België
Zie Lijst van marathons in België

### Bulgarije
- Marathon van Sofia

### Bosnië en Herzegovina
- Peace Marathon

### Cyprus
- Marathon van Limassol

### Denemarken
- Marathon van Aalborg
- Marathon van Kopenhagen
- North Sea Beach Marathon (tussen Hvide Sande en Vejers Strand)
- H. C. Andersen Marathon (Odense)

### Duitsland
- Lijst van marathons in Duitsland

### Estland
- Marathon van Tallinn
- Marathon van Tsukuba
- Tartu City Marathon (Tartu)

### Finland
- Åland Marathon
- Paavo Nurmi Marathon (Turku)
- Helsinki City Marathon (Helsinki)
- Marathon van Rovaniemi
- Suvi-illan maraton (Forssa)
- Ruska Maraton (Levi)
- Marathon van Tampere
- Terwamaraton (Oulu)
- Turku Marathon

### Frankrijk
- Lijst van marathons in Frankrijk

### Georgië
- Kazbegi Marathon (Stepantsminda)

### Griekenland
- Alexander the Great Marathon (Pella – Thessaloniki)
- Athens Authentic Marathon (november in Athene)
- Athens Popular (oktober in Athene)
- Vardinoyannios International Marathon (Iraklion, Kreta)
- Alpine Olympus (Litochoro)
- Messini International
- Marathon van Olympia
- Mount Olympus Marathon (Olympus)

### Hongarije
- Marathon van Boedapest
- Marathon van Miskolc

### Ierland
- Cork City Marathon (Cork)
- Marathon van Dublin
- Connemarathon (Galway)
- Galway City Marathon (Galway)

### Italië
- Marathon van Brescia
- Brixen Dolomiten Marathon (Brixen)
- Marathon van Florence
- Maratona d’Italia (Maranello–Carpi)
- Marathon van Milaan
- Marathon van Napels
- Marathon van Rimini
- Marathon van Rome
- Marathon van Turijn
- Maratona di Sant’Antonio, sinds 2016 genoemd Padova Marathon
- Marathon van Venetië
- Marathon van Verona
- Vigarano Marathon (Vigarano Mainarda)

### IJsland
- Marathon van Reykjavik

### Jersey
- Marathon van Jersey

### Kazachstan
- Almaty Marathon

### Kroatië
- Adria Advent Marathon (Crikvenica)
- Marathon van Plitvice
- Marathon van Zagreb

### Letland
- Marathon van Riga

### Liechtenstein
- Alpin-Marathon[36] (Bendern – Malbun)

### Litouwen
- Marathon van Vilnius

### Luxemburg
- Marathon van Luxemburg
- Marathon van Echternach

### Macedonië
- Skopje Marathon

### Malta
- Malta Marathon
- Malta International Challenge Marathon

### Moldavië
- Chișinău International Marathon (Chișinău)

### Monaco
- Marathon van Monaco

### Montenegro
- Marathon van Podgorica

### Nederland
Zie Lijst van marathons in Nederland

### Noorwegen
- Hornindalsvatnet Maraton (Hornindalsvatnet)
- Svalbard Turn Spitsbergen (Longyearbyen) (noordelijkste marathon van Europa)
- Tromsø Midnight Sun Marathon (Tromsø)
- Marathon van Oslo

### Oekraïne
- Kyiv Marathon (Kiev)

### Oostenrijk
- Marathon im Dreiländereck (Bregenz)
- Marathon van Graz
- 3 Countries Marathon (Lindau - Bregenz)
- Linz Donau Marathon (Linz)
- Gletschermarathon (Imst)
- Salzburg-Marathon (Salzburg)
- Salzkammergut Marathon (Sankt Wolfgang im Salzkammergut)
- Montafon-Arlberg-Marathon (Silbertal)
- Kaisermarathon (Söll)
- Welschlauf (Wies-Ehrenhausen)
- Marathon van Wenen
- Indoor Marathon Wien (Wenen)
- LCC Herbstmarathon (Wenen)
- Wachau-Marathon (Wachau)

### Polen
- Marathon van Breslau
- Marathon van Dębno
- Silesia Marathon (Katowice)
- Marathon van Krakau
- Solidarność Marathon (Gdańsk)
- Marathon van Łódź
- Marathon van Posen
- Orlen Warsaw Marathon (Warschau)
- Poznań Marathon
- Marathon van Torun
- Marathon van Wroclaw

### Portugal
- Marathon van Lissabon
- Marathon van Porto

### Roemenië
- Marathon van Boekarest
- Cluj International Marathon (Cluj-Napoca)

### Rusland
- Marathon van Irkutsk
- Kosmocheskiy Marathon (Korolev)
- Vesenniy Marathon (Krasnoyarsk)
- Vesenniy Klub MNP Marathon (Moskou sinds 1979)
- Marathon van Moskou (sinds 2013)
- Moscow Int'l Peace Marathon (sinds 1981)
- Siberian International Marathon (Omsk)
- Marathon "White Nights" (Sint Petersburg)
- Ekologiskiy Luka Samarska (Zhigulevsk)

### Servië
- Marathon van Belgrado
- Novi Sad Marathon

### Slovenië
- Marathon van Ljubljana

### Slowakije
- Marathon van Košice (sinds 1924 en oudste in Europa regelmatig gehouden marathon)
- Marathon van Ljubljana
- Three Hearts Marathon (Radenci)

### Spanje
- Marathon van Barcelona
- Empúries Marathon (L'Escala)
- Marathon van Madrid
- Gran Canaria Maratón (Las Palmas)
- Marathon van Palma de Mallorca
- Marathon van San Sebastian
- Marathon van Sevilla
- Marathon van Valencia
- Marathon van San Sebastián (Donostia-San Sebastián)

### Tsjechië
- Marathon van Praag
- Český Marathon (Prag-Dobříš)
- Desitka Hvezdy Pardubice (Pardubice)[37]

### Turkije
- Runtalya Marathon (Antalya)
- Marathon van Istanboel (voorheen Intercontinental Istanbul Eurasia Marathon)

### Verenigd Koninkrijk

#### Engeland
- Marathon van Abingdon
- Marathon van Brighton
- Marathon van Bristol
- Polytechnic Marathon (Chiswick)
- Cornish Marathon (Cornwall)
- Duchy Marathon (Cornwall)
- Marathon van Beachy Head (Eastbourne)[38]
- Milton Keynes Marathon (Milton Keynes)
- Kielder Marathon (Kielder Forest)
- Marathon van Londen
- Greater Manchester Marathon (Manchester)
- Nottingham Marathon
- Wolverhampton Marathon (Wolverhampton)
- Yorkshire Marathon (York)

#### Noord-Ierland
- Marathon van Belfast
- Newry City Marathon

#### Schotland
- Marathon van Edinburgh
- Marathon van Loch Ness (Whitebridge naar Inverness)
- Lochaber Marathon (Fort William)
- Meadows Marathon
- Stirling Scottish Marathon
- Strathearn Marathon
- Moray Marathon (Elgin)

#### Wales
- Marathon van Cardiff

### Wit-Rusland
- Miedzynarodowy Zwyciestwa (Brest)
- Marathon van Moledechno
- Marathon van Minsk
- Marathon van Osipovici

### Zweden
- Arctic Circle Marathon (Överkalix)
- Marathon van Båstad
- Marathon van Bromölla
- Marathon van Göteborg
- Sater (Hedemora)
- Marathon van Helsingborg
- Kustmaran (Kristianopel)
- Marathon van Landskrona
- Höga Kusten Marathon (Nordingra)
- Marathon van Månkarbo
- Marathon van Mariestad
- Hoga Kusten (Nordingra)
- Marathon van Ölands (Löttorp)
- Marathon van Östersund
- Marathon van Skövde
- Marathon van Stockholm
- Marathon van Sunne
- Vertex Fjall (Valadalen)
- Marathon van Växjö
- Wintermarathon (verschillende plaatsen)

### Zwitserland
| Naam                                              | Plaats           | Maand     | Website     |
| ------------------------------------------------- | ---------------- | --------- | ----------- |
| Aargau Marathon                                   | Aarau            | mei       |             |
| Ascona-Locarno Marathon                           | Ascona / Locarno | oktober   |             |
| Marathon van Bazel                                | Bazel            | september |             |
| Bieler Lauftage (halve marathon, 56 km en 100 km) | Biel/Bienne      | juni      |             |
| Défi Val-de-Travers                               | Couvet           | juni      |             |
| Swiss Alpine Marathon (K42 + S42)                 | Davos            | juli      |             |
| Frauenfelder Marathon                             | Frauenfeld       | november  |             |
| Marathon van Genève                               | Genève           | mei       |             |
| Jungfrau Marathon                                 | Interlaken       | september |             |
| Marathon van Lausanne                             | Lausanne         | oktober   |             |
| 3 Countries Marathon                              | Lindau - Bregenz | oktober   |             |
| Swiss City Marathon                               | Luzern           | oktober   |             |
| Marathon van Ticino (werd gehouden t/m 2013)      | Ticino           | november  |             |
| Zermatt Marathon                                  | Sankt Niklaus    | juli      |             |
| Napf-Marathon                                     | Trubschachen     | oktober   |             |
| Marathon van Zürich                               | Zürich           | april     | [dode link] |
| Neujahrsmarathon Zürich                           | Schlieren        | januari   |             |

## Afrika

### Algerije
- Medghacen International Marathon (Batna)
- Sahara Marathon (Tindouf)

### Benin
- Salésien de Parakou Marathon (Parakou)

### Botswana
- Bosele Marathon (Selibe Phikwe)
- Gaborone City Marathon (Gaborone)

### Burkina Faso
- Ouaga Laye Marathon (Ouagadougou)

### Comoren
- Comores Marathon (Moroni)

### Egypte
- Marathon van Alexandrië
- Egyptian Marathon (Luxor)

### Ethiopië
- Abebe Bilika Marathon (Addis Ababa)

### Gabon
- Gabon Marathon (Libreville)

### Ghana
- Accra International Marathon (Accra)
- Accra Milo Marathon (Accra)

### Kameroen
- Mount Cameroon Race of Hope (Mount Cameroon)

### Kenia
- Marathon van Mombasa
- Safaricom Lewa Marathon
- Marathon van Nairobi

### Liberia
- Liberia Marathon (Monrovia)

### Madagaskar
- Diego Suarez Marathon (Antsiranana)
- Tana International Marathon (Antananarivo)

### Mali
- Bank Of Africa International Marathon (Bamako)

### Marokko
- Marathon van Casablanca
- Marathon van Marrakech
- Marathon des Sables

### Mauritius
- l'ïle Maurice Marathon (Saint Felix)
- Orange International Marathon (Mont Choisi)

### Namibië
- Lucky Star Marathon (Swakopmund)
- Rössing Namibia (Swakopmund)

### Nigeria
- Lagos Marathon

### Oeganda
- Marathon van Kampala

### Rwanda
- International Peace Marathon (Kigali)

### Senegal
- d'Afrique (Saint Louis)

### Seychellen
- Eco-Healing Seychelles (Beau Vallon)

### Tanzania
- Marathon van Arusha
- Marathon van Kilimanjaro

### Togo
- Lome International Marathon (Lome)

### Tunesië
- Chott Xtreme (Nefta)
- Marathon COMAR

### Zambia
- Marathon van Lusaka

### Zimbabwe
- African University Peace Marathon (Mutare)
- Victoria Falls Marathon (Victoria Falls)

### Zuid-Afrika
- Foot of Africa (Bredasdorp)
- Big Five Marathon
- Johannesburg Marathon
- Cape Peninsula Marathon (Kaapstad)
- Cape Town Marathon (Kaapstad)
- Two Oceans Marathon (Kaapstad)
- Comrades Marathon (KwaZoeloe-Natal)
- Friendly City (Port Elizabeth)
- Marathon van Soweto
- Marathon van Amatola (Stutterheim)
- Wonderpark Akasia (Pretoria)
- Cape Gate Vaal (Vereeniging)

## Amerika

### Argentinië
- Buenos Aires Marathon
- Córdoba Marathon
- Dia de la Bandera Marathon (Rosario)
- Mar del Plata Marathon
- Mendoza International Marathon

### Brazilië
- Blumenau Marathon
- Brasilia Marathon (Brasília)
- Curitiba Marathon
- Porto Alegre Marathon
- Recife Marathon
- Rio de Janeiro Marathon
- Santa Catarina Marathon (Florianópolis)
- Saint Silvester Marathon (São Paulo, Brazilië)

### Canada
- Banff Marathon (Banff)
- Blue Nose Marathon (Halifax)
- Marathon van Calgary
- Marathon van Fredericton
- Kennebecasis Valley Challenge Marathon (naast de Kennebecasis River naar New Brunswick)
- Legs For Literacy Marathon (Moncton)
- Marathon van Montréal
- Johnny Miles Marathon (New Glasgow)
- Okanagan International Marathon (Kelowna)
- Marathon van Ottawa (ook wel National Capital Marathon)
- Prince Edward Island Marathon
- Quebec City Marathon (Quebec)
- Queen City Marathon (Regina)
- Marathon by the Sea (Saint John)
- Maritime Race Weekend (Eastern Passage)
- Marathon van Mississauga (Mississauga)
- Saskatchewan Marathon (Saskatoon)
- Surrey International World Music Marathon (Surrey)
- Marathon van Toronto (mei) (ook wel Canadian International, Missisauga Marathon of GoodLife Fitness Toronto Marathon)
- Toronto Waterfront Marathon (oktober)
- Marathon van Vancouver
- Royal Victoria Marathon (Victoria)
- GoodLife Fitness Victoria Marathon (Victoria)[40]
- Manitoba Marathon (Winnipeg)

### Chili
- Marathon van Santiago
- Patagonian International Marathon (Punta Arenas)
- Easter Island Marathon (Paaseiland)

### Cuba
- Marabana (Havana)
- Marathon van Havana
- Marathon van Vancouver

### Ecuador
- Marathon van Guayaquil
- Maraton de Quito[41]

### Falklandeilanden
- Stanley Marathon

### Groenland
- Polar Circle Marathon

### Guatemala
- Lake Atitlan Challenge Marathon (Panajachel)

### Haiti
- Let's Go Haiti Marathon

### Kaaimaneilanden
- Cayman Islands Marathon

### Jamaica
- Reggae Marathon

### Mexico
- Marathon van Cancún
- Guadalajara Marathon (Guadalajara)
- Maratón León Independencia (León)
- Pacífico Mazatlán Marathon (Mazatlán)
- Marathon van Mexico-Stad (Mexico-Stad)
- Marathon van Monterrey
- Maratón van Querétaro
- Maratón Internacional Tangamanga (San Luis Potosí)
- Maratón Lala (Torreón)

### Panama
- Marathon van Panama

### Paraguay
- Asuncion Marathon

### Peru
- Inca Trail Official 26.2 Marathon (Cusco)
- Marathon Internacional de los Andes (Ataura naar Huancayo)

### Trinidad en Tobago
- Clico Marathon (Port of Spain)

### Verenigde Staten
- Lijst van marathons in de Verenigde Staten

## Australië

### Australië
| Naam                        | Plaats          | Maand     | Eerste editie |
| --------------------------- | --------------- | --------- | ------------- |
| Marathon van Adelaide       | Adelaide        | augustus  | 1979          |
| Australian Outback Marathon | Uluru           | juli      | 2010          |
| Westlink M7 Cities Marathon | Brisbane        | juli      | 2006          |
| Marathon van Brisbane       | Brisbane        | augustus  | 1992          |
| Marathon van Canberra       | Canberra        | april     | 1976          |
| City to Surf                | Perth           | augustus  | 2009          |
| Gold Coast Marathon         | Gold Coast      | juli      | 1979          |
| Great Barrier Reef Marathon | Port Douglas    | november  | 2012          |
| Marathon van Melbourne      | Melbourne       | oktober   | 1978          |
| Sri Chinmoy Marathon        | Melbourne       | mei       | ?             |
| Sunshine Coast Marathon     | Mooloolaba      | september | 2001          |
| Marathon van Perth          | Perth           | juni      | 1979          |
| Rottnest Island Marathon    | Rottnest Island | oktober   | 1994          |
| Marathon van Sydney         | Sydney          | september | 2001          |
| Marathon van Townsville     | Townsville      | augustus  | 1972          |
| Marathon van Traralgon      | Traralgon       | juni      | 1968          |

### Nieuw-Zeeland
- Auckland Marathon
- Christchurch Marathon
- Dunedin Marathon
- Harbour Capital Marathon (Wellington)
- Queenstown Marathon
- Hawke's Bay Marathon
- Buller Gorge Marathon
- Shotover Moonlight Marathon
- Mountain to Surf Marathon (New Plymouth)
- Motatapu Trail Run
- Kirikiriroa Marathon
- Surf2Firth Bush Marathon (Coromandel)
- Arrowsmith Three Races
- Double Rainbow Trail Run (Rotorua)
- Monaco Mid Winter Marathon (Nelson)
- Mt Oxford Odyssey
- Taupo Marathon
- Kinloch Off Road Marathon
- North Shore Marathon (Auckland)
- Aoraki Mt Cook Marathon
- Hawke's Bay Off Road Marathon
- Wairarapa Country Marathon
- Mission Mt Sommers
- XTERRA Trail Challange
- Trail Triology
- Marathon van Rotorua (voorheen Lion Foundation Rotorua, Fletcher Challenge Forests of Bartercard Rotorua)
- Te Houtaewa Marathon (90 Mile Beach)

## Azië

### Afghanistan
- Marathon of Afghanistan (Bamiyan)

### Cambodja
- Angkor Wat International Half Marathon
- Angkor Empire Marathon

### China
- Dalian International Marathon Race (Dalian)
- Great Wall Marathon (ook wel Adventure Marathon) (Huangyaguan)
- Hangzhou International Marathon
- Macau Marathon
- Marathon van Peking (ook wel Beijing Marathon)
- Marathon van Sjanghai
- Marathon van Xiamen
- Zheng-Kai International Marathon (Zhengzhou)

### Hongkong
- Marathon van Hongkong

### Japan
- Marathon van Beppu-Ōita (Oita)
- Marathon van Fujisan (Fujikawaguchi)
- Marathon van Fukuoka
- Lake Kawaguchi Nikkan Sports Marathon (Fujikawaguchiko)
- Marathon van Ibigawa
- Ibusuki Nanohana Marathon (Ibusuki)
- Hotoke no Sato Kunisaki Tomikuji (Kunisaki)
- Marathon van Kyoto
- Marathon van Nagano (ook wel Nagano Olympic Commemorative Marathon)
- Marathon van Nagoya (ook wel Nagoya Women's Marathon)
- Marathon van Osaka (ook wel Osaka Women's Marathon)
- Lake Biwa Marathon (Ōtsu)
- Marathon van Hokkaido (Sapporo)
- Tokyo Marathon

### India
- Taj Mahal Marathon (Agra)
- Sabarmati Marathon (Ahmedabad)
- Indira Marathon (Allahbad)
- Pinkathon (Bengaluru, Delhi, Pune, Mumbai, Chennai, Ahmedabad, Hyderabad, Guwahati)
- Marathon van Bangalore (Bangalore, sinds 2014)
- Bangalore Midnight Marathon (Bangalore, sinds 2005)
- Marathon van Bombay
- Marathon van Chastak (Bhopal)
- Marathon van Chennai
- Marathon van Delhi
- Able Joining the Disabled Marathon (Lucknow)
- Ladakh Marathon (Leh)
- Great Tibetan Marathon (Leh)
- Mumbai Marathon (Mumbai)
- Mumbai Midnight Marathon (Mumbai)
- Pune Marathon
- Chhattisgarh Marathon (Raipur)
- Vasai-Virar Marathon (Vasai)
- Marathon van Ganga (Varanasi)

### Indonesië
- Jakarta Marathon
- Marathon van Malang

### Israël
- Eilat Desert Marathon (Eilat)
- Gaza Marathon
- Tiberias Israel Marathon (Tiberias)
- Marathon van Jerusalem
- Tel Aviv Marathon

### Filipijnen
- Cebu City Marathon
- National MILO Marathon (verschillende)

### Jordanië
- Petra Desert Marathon

### Libanon
- Marathon van Beiroet

### Maleisië
- Borneo International Marathon (Kota Kinabalu)
- Penang Bridge International Marathon (Penang)
- Kuala Lumpur International Marathon (Kuala Lumpur)

### Mauritius
- Marathon van Mauritius (Saint-Félix)

### Mongolië
- Gobi Marathon (Provincie Ömnögovĭ)

### Nepal
- Kathmandu Marathon

### Noord-Korea
- Pyongyang Marathon

### Pakistan
- Marathon van Lahore

### Palestina
- Palestine Marathon (Bethlehem)

### Senegal
- Marathon van Dakar

### Singapore
- Marathon van Singapore (december)
- Sundown Marathon (mei)

### Sri Lanka
- Marathon van Colombo

### Taiwan
- Ataya Resort Big Foot Forest Marathon (Guosing)
- Kaohsiung International Marathon
- Kinmen Marathon (Kinmen Island)
- Lanyang Cup Marathon (Yilan City)
- Li Mountain Marathon (Heping)
- Taipei Expressway Marathon
- Taipei International Marathon
- Taroko Gorge International Marathon (Hualien)
- Tainan Ancient City Marathon (Tainan)
- Taiwan Boulevard International Marathon (Taichung City)
- Taoyuan National Marathon (Xinwu)

### Taipei
- Marathon van Taipei

### Thailand
- Marathon van Bangkok
- Marathon van Chengmai
- Marathon van Khon Kaen
- Marathon van Pattaya
- Marathon van Phuket
- Laguna Phuket International Marathon
- Thai Health Chon Bueng Marathon (Chom Bung)

### Verenigde Arabische Emiraten
- Marathon van Dubai

### Vietnam
- Marathon van Hanoi

### Zuid-Korea
- Marathon van Chuncheon
- Marathon van Daegu
- Geochang Apple Marathon
- Gyeongju International Marathon (ook wel Kyongju Marathon)
- JoongAng Seoul Marathon
- Marathon van Seoel (ook wel Seoul International Marathon)

## Antarctica
- Antarctica Marathon (King George Island)
- Antarctic Ice Marathon (Patriot Hills)
- White Continent Marathon (King George Island)